# Lathrolestes dentatus
Lathrolestes dentatus är en stekelart som beskrevs av Barron 1994. Lathrolestes dentatus ingår i släktet Lathrolestes och familjen brokparasitsteklar. Inga underarter finns listade i Catalogue of Life.